# Ion Adrian Zare
Ion Adrian Zare (Oradea, 11 maggio 1959 – Oradea, 23 febbraio 2022) è stato un calciatore rumeno, di ruolo difensore.

## Palmarès
- Coppa di Romania: 1

Dinamo Bucarest: 1985-1986